# آرتور کلسی
آرتور کلسی (انگلیسی: Arthur Kelsey؛ 21 April 1871 – ۱۹۵۵ (۸۳−۸۴ سال)) بازیکن فوتبال بود.
از باشگاه‌هایی که در آن بازی کرده‌است می‌توان به باشگاه فوتبال ردینگ اشاره کرد.